# Сисли на Исландия
Сислите (на исландски: Sýslur) са основни административно-териториални единици в Исландия. Всяка сисла се дели на общини.
Териториалната единица сисла би могла да се сравни с област в България, провинция в Италия, Испания и Германия, графство в Англия, кантон в Швейцария, жудец в Румъния, департамент във Франция, войводство в Полша, амт в Дания, фюлке в Норвегия и пр.